# Anisodactylus dulcicollis
Anisodactylus dulcicollis är en skalbaggsart som beskrevs av Laferte. Anisodactylus dulcicollis ingår i släktet Anisodactylus och familjen jordlöpare. Inga underarter finns listade i Catalogue of Life.